# (866) Фатме
(866) Фатме (лат. Fatme) — астероид главного пояса, принадлежащий к спектральному классу X. Астероид был открыт 25 февраля 1917 года немецким астрономом Максом Вольфом в обсерватории Гейдельберг.
Назван в честь персонажа оперы «Абу Хассан», написанной немецким композитором Карлом Марией Фридрихом Эрнстом фон Вебером (1786—1826).
Спектр данного астероида не имеет никаких ярко выраженных особенностей и потому астероид относят к классу X, куда попадают объекты, которые не удаётся классифицировать.